# Rohožník (Malacky)
Rohožník (bis 1948 slowakisch „Rarbok“ – bis 1927 auch „Ralboch“; deutsch Rohrbach, ungarisch Nádasfő – 1873–1907 Rohrbach – älter auch Rarbók) ist eine Gemeinde in der Westslowakei.

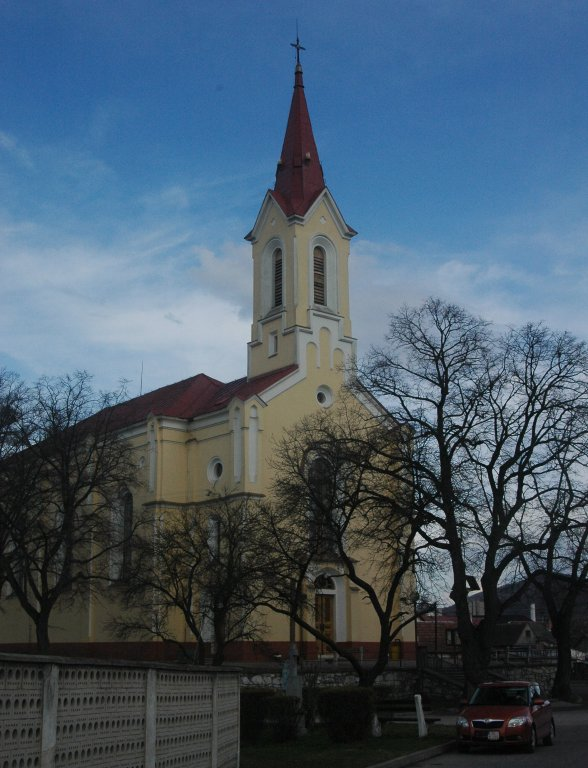
Römisch-katholische Kirche der Hl. Maria

## Lage
Der Ort liegt in der Region Záhorie, am Fuße der Kleinen Karpaten. Die nächsten Städte sind Malacky im Westen, Stupava im Südosten und Šaštín-Stráže im Norden. Westlich von Rohožník erstreckt sich der Truppenübungsplatz Záhorie auf einer Länge von fast 40 Kilometern in Südwest-Nordost-Richtung.

## Geschichte
Die erste schriftliche Erwähnung erfolgte 1532.

## Bevölkerung
| Jahr                | 1994 | 2004    | 2014    | 2024    |
| ------------------- | ---- | ------- | ------- | ------- |
| Anzahl der Personen | 3321 | 3480    | 3466    | 3523    |
| Unterschied         |      | +4,78 % | −0,40 % | +1,64 % |

| Jahr                | 2023 | 2024    |
| ------------------- | ---- | ------- |
| Anzahl der Personen | 3551 | 3523    |
| Unterschied         |      | −0,78 % |

## Sehenswürdigkeiten
- Synagoge, erbaut im 19. Jahrhundert